# Kwiat siarczany
Kwiat siarczany (siarka sublimowana) – siarka w postaci drobnokrystalicznego proszku, powstającego w wyniku resublimacji par wrzącej siarki. Powstaje też podczas wlewania stopionej siarki do wody – na dno opada tzw. siarka plastyczna, a na powierzchni gromadzi się kwiat siarczany. Jest częściowo rozpuszczalny w CS
2, co wynika z zawartości różnych odmian alotropowych. Rozpuszczalne formy to siarka α i β. Nierozpuszczoną pozostałość stanowi siarka μ (polimeryczna forma amorficzna), dawniej określana jako siarka ω. Siarkę sublimowaną stosuje się jako odczynnik chemiczny oraz w różnych gałęziach przemysłu, m.in. w przemyśle chemicznym, gumowym, zapałczanym i naftowym. Dawniej stosowana była też w medycynie jako Flos sulfuris, współcześnie do tego celu używa się tzw. siarki strąconej.
Jest stosowany w rolnictwie jako składnik środków do ochrony roślin przed chorobami grzybowymi.